# Штродик, Кристиан
Кристиан Штродик (нем. Christian Strohdiek; родился 22 января 1988 года, Падерборн, Германия) — немецкий футболист, защитник клуба «Падерборн 07».

## Клубная карьера
Штродик — воспитанник клубов «Тура Элсен» и «Падерборн 07». В 2008 году матче против «Оснабрюка» он дебютировал за основной состав последних во Второй Бундеслиге. 14 октября 2011 года в поединке против «Айнтрахта» из Брауншвейга Кристиан забил свой первый гол за Падерборн 07. Летом 2014 году Штродик помог клубу выйти в элиту. 30 августа в матче против «Гамбурга» он дебютировал в Бундеслиге.
Летом 2015 года Штродик перешёл в дюссельдорфскую «Фортуну». 26 июля в матче против «Униона» он дебютировал за клуб. По окончании сезона Кристиан вернулся в «Падерборн 07».